# Militär-Verdienstzeichen

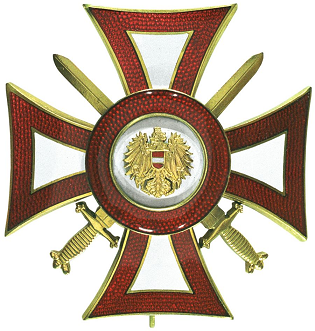
Militärverdienstzeichen

Das Militär-Verdienstzeichen ist eine staatliche Auszeichnung der Republik Österreich.
Es wurde am 13. November 1989 als besondere Auszeichnung für das Bundesheer gestiftet. Das Abzeichen ist ein Steckkreuz aus vergoldetem Silber, das auf der linken Brust (Bruststern) getragen wird. In der Mitte ist das Wappen der Republik Österreich auf einem goldenen Medaillon dargestellt. Das Kreuz hat keine Inschrift. Zwischen den beiden Armen sind kahle goldene gekreuzte Schwerter. Auf der Rückseite steht das Wort „Verdienst“ auf weißem Untergrund.
Die Gestaltung des Militär-Verdienstzeichens lehnt sich an das k.u.k. Militärverdienstkreuz an.